# Jackknife-Methode
Die Jackknife-Methode (englisch für ‚Taschenmesser‘) ist in der Statistik eine Methode des Resampling. Jackknife dient dazu, den zufälligen Fehler einer Schätzmethode und eine etwaige Verzerrung (engl. bias) zu schätzen.
Aus Überlegungen zur Verbesserung der Jackknife-Methode entstand das Bootstrapping-Verfahren. Die Jackknife-Methode wurde 1956 bzw. 1958 zuerst von M. H. Quenouille und John W. Tukey veröffentlicht. Der Name soll die allgemeine Einsetzbarkeit der Methode für statistische Zwecke betonen.

## Methode
Häufig wird Jackknife mit delete-1 Jackknife gleichgesetzt. Dabei wird aus der ursprünglichen Stichprobe {\displaystyle x_{1}\dots x_{N}} jeweils ein Wert weggelassen und der Schätzer für diese reduzierte Stichprobe berechnet. Wird aus der ursprünglichen Stichprobe nicht nur ein Wert weggelassen, sondern d viele, so spricht man von delete-d Jackknife.
Durch das Weglassen von {\displaystyle d} von insgesamt {\displaystyle N} Werten, können {\displaystyle {\binom {N}{d}}} unterschiedliche reduzierte Stichproben erzeugt werden, die {\displaystyle N-d} viele Werte haben.
Der Stichprobenmittelwert der ursprünglichen Stichprobe sei {\displaystyle {\hat {A}}={\frac {1}{N}}\sum _{k=1}^{N}x_{k}}.
Im Folgenden wird die Delete-1-Jackknife-Methode beschrieben.
Der Mittelwert der reduzierten Jackknife-Stichprobe {\displaystyle i}, welche durch Streichen des Wertes {\displaystyle X_{i}} entsteht, sei:
{\displaystyle A_{(i)}:={\frac {1}{N-1}}\sum _{k\neq i}x_{k}.}
Dann ist der Mittelwert über alle Jackknife-Stichproben gegeben durch:
{\displaystyle A_{(*)}:={\frac {1}{N}}\sum _{i=1}^{N}A_{(i)}}.
Die Varianz des Stichprobenmittelwertes kann durch folgende Formel abgeschätzt werden:
{\displaystyle \operatorname {Var} ({\overline {x}})={\frac {N-1}{N}}\sum _{i=1}^{N}\left(A_{(i)}-{A}_{(*)}\right)^{2}}.
Die Jackknife-Methode liefert für die Verzerrung der Schätzfunktion {\displaystyle {\hat {A}}} den geschätzten Wert:
{\displaystyle {\widehat {\text{bias}}}_{\mathrm {(A)} }:=(N-1)({A}_{(*)}-{\hat {A}})}
und somit ist der um die Verzerrung korrigierte Wert
{\displaystyle {\hat {A}}_{\text{jack}}={\hat {A}}-{\widehat {\text{bias}}}_{\mathrm {A} }=N{\hat {A}}-(N-1){\hat {A}}_{\mathrm {(*)} }}